# Вісьнева (Куявсько-Поморське воєводство)
Вісьнева (пол. Wiśniewa) — село в Польщі, у гміні Семпульно-Краєнське Семполенського повіту Куявсько-Поморського воєводства.
Населення — 171 особа (2011).
У 1975-1998 роках село належало до Бидгощського воєводства.

## Демографія
Демографічна структура станом на 31 березня 2011 року:
|          | Загалом | Допрацездатний вік | Працездатний вік | Постпрацездатний вік |
| -------- | ------- | ------------------ | ---------------- | -------------------- |
| Чоловіки | 82      | 17                 | 60               | 5                    |
| Жінки    | 89      | 23                 | 55               | 11                   |
| Разом    | 171     | 40                 | 115              | 16                   |